# FK Mogren
Fudbalski klub Mogren (normalt bare kendt som FK Mogren) var en montenegrinsk fodboldklub fra byen Budva, der spillede i den bedste montenegrinske liga, og havde hjemmebane på Stadion Mogren. 
Klubben blev grundlagt i 1920, og vandt i 2009 sit første montenegrinske mesterskab nogensinde. Klubben gik konkurs i 2015 og blev tvangsnedrykket til den laveste montenigrinske liga.. I marts 2017 blev klubben udelukket fra den tredjebedste liga og klubben blev senere på året opløst. En fangruppe forsøgte at genoplive klubben under et nyt navn, Mogren 1920, men fik ikke tilladelse fra det montenegrinske sportsministerium. 

## Titler
- Montenegrinske Mesterskab (2): 2009 og 2011

- Montenegrinske Pokalturnering (1): 2008

## Europæisk deltagelse
| Sæson   | Runde    | Modstander      | Hjemme | Ude | Kommentar |
| ------- | -------- | --------------- | ------ | --- | --------- |
| 2009-10 | 1. runde | Hibernians F.C. | 4-0    | 2-0 | -         |
| 2009-10 | 2. runde | FC København    | 0-6    | 0-6 | -         |
| 2011-12 | 2. runde | Litex Lovech    | 1-2    | 0-3 | -         |

| Sæson   | Runde    | Modstander            | Hjemme | Ude | Kommentar |
| ------- | -------- | --------------------- | ------ | --- | --------- |
| 2008-09 | 1. runde | Kiryat Shmona         | 0-3    | 1-1 | -         |
| 2010-11 | 1. runde | FC Santa Coloma       | 2-0    | 3-0 | -         |
| 2010-11 | 2. runde | Maccabi Tel Aviv F.C. | 2-1    | 0-2 | -         |